# Estación Laraquete
Laraquete era una estación ubicada en la comuna chilena de Arauco y formó parte de Particular a Curanilahue, que pasó a manos de los Ferrocarriles del Estado en la década de 1950. Actualmente forma parte del sub ramal Concepción-Curanilahue. 
El 7 de mayo de 2013 un tren de carga descarrila en las cercanías de esta estación.
El 22 de noviembre de 2016 se realiza un viaje turístico entre Concepción y Laraquete con una locomotora a vapor; se repitió el mismo recorrido el 29 de febrero de 2020 se desarrolló un servicio turístico entre la Estación Concepción y Laraquete esta vez con una locomotora diésel; en el cual viajaron 600 pasajeros.
El tesoro humano vivo, las Palomitas Blancas de Laraquete, surgen hace ya un siglo debido a la existencia de la estación.